# Рогачев, Борис Владимирович
Борис Владимирович Рогачёв (Цифранович) (1896—1939) — начальник 2-го отдела 2-го управления (Управления особых отделов) НКВД СССР, майор государственной безопасности (1938).

## Биография
Родился в еврейской семье служащего свеклосахарных плантаций. Окончил 6 классов коммерческого училища. Работал в типографии, на кирпичном и пивоваренном заводе в городе Кобеляки Полтавской губернии. С 1915 в царской армии, рядовой стрелкового полка на Юго-Западном фронте, был дважды ранен. В 1917 член ротного, полкового и дивизионного комитетов. В период немецкой оккупации участвовал в подпольной работе в Полтаве в партии боротьбистов, с ноября 1918 вместе с большевиками, член коммунистической партии с 1918. В 1919 сотрудник Полтавского ревкома, после отступления большевиков рядовой партизанского отряда, политработник Донской дивизии и штаба 1-й армии в Оренбурге в 1919. Затем на работе в органах военной цензуры в Оренбурге и Екатеринославе.
С ноября 1920 в ВЧК (после перехода военной цензуры в ведение ЧК), начальник военной печати Екатеринославской губернской ЧК. С 1922 служил в погранвойсках в Тирасполе (начальник погранотряда и окружного отдела ГПУ), Виннице (помощник начальника и начальник Подольского погранотряда), Каменец-Подольском (помощник начальника погранотряда по оперчасти). Затем служил в военной контрразведке помощником начальника Особого отдела 14-го стрелкового корпуса с 1926 по 1927, в экономических отделах начальником ЭКО Киевского и Одесского окружных отделов ГПУ. С 1931 начальник 1-го отделения ИНФО и политконтроля, с марта того же года начальник 1-го отделения Секретно-Политического отдела (СПО) ГПУ УССР. В ноябре 1931 после назначения В. А. Балицкого заместителем председателя ОГПУ, вместе с другими украинскими чекистами переведён в центральный аппарат и назначен секретарём Особого отдела ОГПУ. С декабря 1932 помощник начальника СПО ГПУ УССР, с марта 1934 начальник ОО Полномочного представительства (ПП) ОГПУ, затем Особого отдела (ОО) УГБ Управления НКВД Челябинской области. С февраля 1935 вновь в центральном аппарате в Москве как начальник 3-го отделения ОО ГУГБ НКВД СССР, с мая 1936 одновременно начальник Особого отдела Воздушной армии. С декабря 1936 после реорганизации военной контрразведки начальник 3-го отделения 5-го отдела ГУГБ НКВД СССР, с января 1937 помощник начальника 5-го отдела и начальник 4-го отделения того же отдела. С марта 1938 после образования 2-го управления (УОО) НКВД начальник 1-го отдела, с августа 1938 2-го отдела этого управления. После реорганизации в сентябре 1938 (2-е управление было преобразовано в 4-й отдел восстановленного ГУГБ НКВД) помощник начальника 4-го отдела ГУГБ НКВД СССР.
Арестован 18 декабря 1938. ВКВС СССР 20 февраля 1939 приговорён к расстрелу. Расстрелян 22 или 23 февраля 1939. Не реабилитирован (за участие в репрессиях в РККА в 1937-1938).

### Звания
- капитан государственной безопасности, 05.12.1935;
- майор государственной безопасности, 27.02.1938.

### Награды
- знак «Почётный работник ВЧК—ГПУ (XV)», 20.12.1932;
- орден Красной Звезды, 02.01.1937;[3]
- орден «Знак Почёта», 22.07.1937.